# Ophiacantha eurypoma
Ophiacantha eurypoma är en ormstjärneart som beskrevs av Hubert Lyman Clark 1911. Ophiacantha eurypoma ingår i släktet Ophiacantha och familjen knotterormstjärnor. Inga underarter finns listade i Catalogue of Life.